# Jako (azienda)
La Jako è un'azienda tedesca di abbigliamento sportivo. 

## Storia
L'azienda è sponsor tecnico delle nazionali di calcio di Macedonia del Nord, Moldavia, Oman, Siria, Turkmenistan, Uzbekistan, Yemen. Tra le maggiori squadre di club che utilizzano lo sponsor tecnico Jako ci sono lo Stoccarda e il Bayer Leverkusen, in Germania; il Rubin e il Tambov, in Russia; il Paks in Ungheria.